# NGC 834
NGC 834 je spirální galaxie v souhvězdí Andromedy. Její zdánlivá jasnost je 13,0m a úhlová velikost 1,1′ × 0,5′. Je vzdálená 211 milionů světelných let, průměr má 65 000 světelných let. Galaxii objevil 21. září 1786 William Herschel.